# Sanoma Utbildning
Sanoma Utbildning är ett svenskt läromedelsförlag som grundades 1993. Förlaget är beläget på Södermalm i Stockholm, har ca 82 anställda (mars 2022) och omsätter ca 234,6 Msek (2021). 
Tidigare var förlaget en del av Bonnierförlagen och hette Bonnier Utbildning fram till 2011 då de blev uppköpta i samband med en affär mellan Bonnierförlagen och finska medieföretaget Sanoma. Hösten 2021 gick svenska Sanoma Utbildning AB och finska Sanoma Pro Oy samman och bildade en nordisk region med Kirsi Harra-Vauhkonen som gemensam vd.
Svenska Sanoma Utbildning ger ut fysiska och digitala läromedel från förskolan, hela vägen upp till universitet och högskola. Ett av de mest välkända digitala verktygen är Bingel, en plattform för digital färdighetsträning för låg- och mellanstadium.
Sanoma Learning, en del av Sanoma Group, är ett europeiskt K12-utbildningsföretag som ger ut tryckta och digitala läromedel genom åtta utbildningsföretag runtom i Europa.